# Lijst van afleveringen van Six Feet Under
Dit is een lijst met afleveringen van de Amerikaanse televisieserie Six Feet Under. De serie telt 5 seizoenen. Een overzicht van alle afleveringen is hieronder te vinden.

## Seizoen 1
| Nr. | Titel aflevering | Uitzenddatum VS  |
| --- | ---------------- | ---------------- |
| 1   | Pilot            | 3 juni 2001      |
| 2   | The Will         | 10 juni 2001     |
| 3   | The Foot         | 17 juni 2001     |
| 4   | Familia          | 24 juni 2001     |
| 5   | An Open Book     | 1 juli 2001      |
| 6   | The Room         | 8 juli 2001      |
| 7   | Brotherhood      | 15 juli 2001     |
| 8   | Crossroads       | 22 juli 2001     |
| 9   | Life's Too Short | 29 juli 2001     |
| 10  | The New Person   | 5 augustus 2001  |
| 11  | The Trip         | 12 augustus 2001 |
| 12  | A Private Life   | 19 augustus 2001 |
| 13  | Knock, Knock     | 19 augustus 2001 |

## Seizoen 2
| Nr. | Titel aflevering                         | Uitzenddatum VS |
| --- | ---------------------------------------- | --------------- |
| 1   | In the Game                              | 3 maart 2002    |
| 2   | Out, Out, Brief Candle                   | 10 maart 2002   |
| 3   | The Plan                                 | 17 maart 2002   |
| 4   | Driving Mr. Mossback                     | 24 maart 2002   |
| 5   | The Invisible Woman                      | 31 maart 2002   |
| 6   | In Place of Anger                        | 7 april 2002    |
| 7   | Back to the Garden                       | 14 april 2002   |
| 8   | It's the Most Wonderful Time of the Year | 21 april 2002   |
| 9   | Someone Else's Eyes                      | 28 april 2002   |
| 10  | The Secret                               | 5 mei 2002      |
| 11  | The Liar and the Whore                   | 12 mei 2002     |
| 12  | I'll Take You                            | 19 mei 2002     |
| 13  | The Last Time                            | 2 juni 2002     |

## Seizoen 3
| Nr. | Titel aflevering      | Uitzenddatum VS |
| --- | --------------------- | --------------- |
| 1   | Perfect Circles       | 2 maart 2003    |
| 2   | You Never Know        | 9 maart 2003    |
| 3   | The Eye Inside        | 16 maart 2003   |
| 4   | Nobody Sleeps         | 23 maart 2003   |
| 5   | The Trap              | 30 maart 2003   |
| 6   | Making Love Work      | 6 april 2003    |
| 7   | Timing & Space        | 13 april 2003   |
| 8   | Tears, Bones & Desire | 20 april 2003   |
| 9   | The Opening           | 27 april 2003   |
| 10  | Everyone Leaves       | 4 mei 2003      |
| 11  | Death Works Overtime  | 11 mei 2003     |
| 12  | Twilight              | 18 mei 2003     |
| 13  | I'm Sorry, I'm Lost   | 1 juni 2003     |

## Seizoen 4
| Nr. | Titel aflevering      | Uitzenddatum VS   |
| --- | --------------------- | ----------------- |
| 1   | Falling into Place    | 13 juni 2004      |
| 2   | In Case of Rapture    | 20 juni 2004      |
| 3   | Parallel Play         | 27 juni 2004      |
| 4   | Can I Come Up Now?    | 11 juli 2004      |
| 5   | That's My Dog         | 18 juli 2004      |
| 6   | Terror Starts at Home | 25 juli 2004      |
| 7   | The Dare              | 1 augustus 2004   |
| 8   | Coming and Going      | 8 augustus 2004   |
| 9   | Grinding the Corn     | 15 augustus 2004  |
| 10  | The Black Forest      | 22 augustus 2004  |
| 11  | Bomb Shelter          | 29 augustus 2004  |
| 12  | Untitled              | 12 september 2004 |

## Seizoen 5
| Nr. | Titel aflevering           | Uitzenddatum VS  |
| --- | -------------------------- | ---------------- |
| 1   | A Coat of White Primer     | 6 juni 2005      |
| 2   | Dancing for Me             | 13 juni 2005     |
| 3   | Hold My Hand               | 20 juni 2005     |
| 4   | Time Flies                 | 27 juni 2005     |
| 5   | Eat a Peach                | 4 juli 2005      |
| 6   | The Rainbow of Her Reasons | 10 juli 2005     |
| 7   | The Silence                | 17 juli 2005     |
| 8   | Singing for Our Lives      | 24 juli 2005     |
| 9   | Ecotone                    | 31 juli 2005     |
| 10  | All Alone                  | 7 augustus 2005  |
| 11  | Static                     | 14 augustus 2005 |
| 12  | Everyone's Waiting         | 21 augustus 2005 |